# Will Theakston
William Theakston (né le 4 octobre 1984 au Royaume-Uni) est un acteur britannique qui a joué dans le premier film Harry Potter. Il a incarné l'attrapeur de l'équipe de Quidditch de Serpentard, Terence Higgs.

## Filmographie

### Cinéma
- 1999 : Killing Joe
- 2001 : Harry Potter à l'école des sorciers de Chris Columbus : Terence Higgs, attrapeur de l'équipe de quidditch de Serpentard

### Télévision
- 2000 : The Ghost Hunter (en) : Roddy
- 2002 : Sir Gadabout: The Worst Knight in the Land (en) : Will